# Loranca de Tajuña
Loranca de Tajuña es un municipio y localidad española de la provincia de Guadalajara, en la comunidad autónoma de Castilla-La Mancha, ubicado en la comarca de la Alcarria. Cuenta con una población de 1608 habitantes (INE 2024). Pertenece a la región histórica de Castilla.

## Geografía
El casco antiguo de la villa está emplazado en la margen derecha del valle del río Tajuña a media ladera de una empinada vertiente orientada al mediodía que une el páramo alcarreño con el valle fluvial, junto al punto en que emana un enorme manantial de afamadas aguas en el pasado, llamada Fuente de los Olmos. 

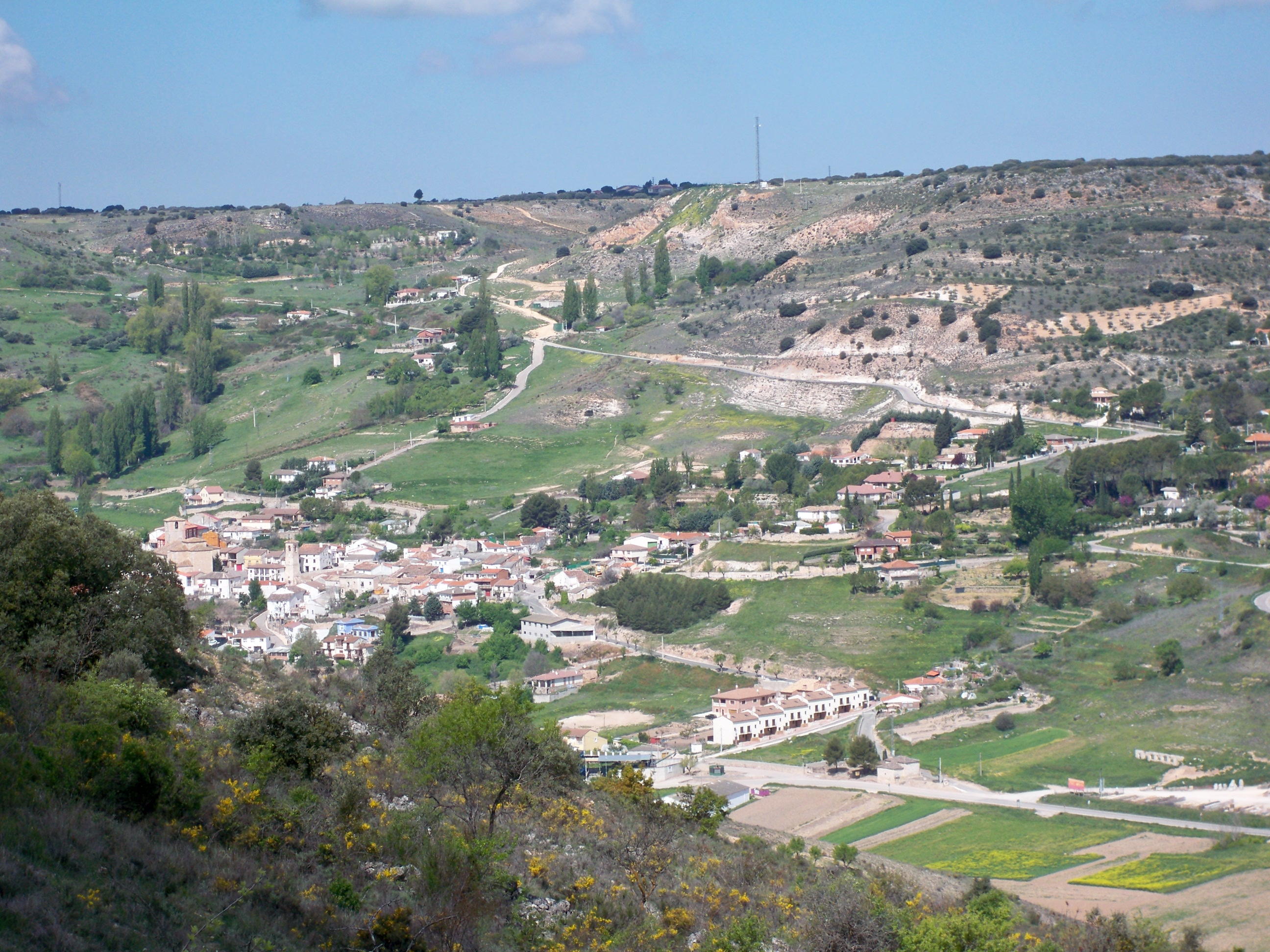
Loranca de Tajuña, desde la Peña de los Milánganos.

Recientemente, la población se ha expandido en dirección al páramo, con la aparición de las urbanizaciones de El Olmillo, Montejaral y Fuentetajuña.
Su término municipal limita con los de Pioz, Aranzueque, Hontoba, Escariche, Guadalajara y Pezuela de las Torres.
Salpicando el término municipal y la propia villa, se encuentran numerosos manantiales y fuentes. Otro elemento paisajístico de Loranca son los yesares: capas de estratos yesíferos blanquecinos que se dejan ver en las lomas que bajan a la vega.
La localidad presenta una fuerte diferencia altitudinal, lo cual, marca elevadas pendientes que bajan del páramo al valle, desde los 891 m en las cercanías del Convento hasta los 690 m en las orillas del río.
De su toponimia, destaca el cerro de El Olmillo, que con sus 891 m, constituyendo la mayor altitud del término. Otras ubicaciones reseñables son la Era Peña, la peña de los Milánganos, Cabeza Gorda,  El Pendolero, El Rebollar, El Castillejo...

### Clima
El clima de Loranca es mediterráneo continentalizado, de características muy locales debido a las diferencias de altitud que se producen entre el valle y el páramo así como por las fuertes inversiones térmicas que protagonizan los periodos anticiclónicos del invierno. Así, en el fondo del valle se llegan a alcanzar temperaturas muy inferiores a la de zonas altas. Los veranos son cortos y calurosos, si bien, las noches son frescas gracias a la cercanía del río y arroyos y a las citadas inversiones térmicas.
En cuanto a las precipitaciones, rondan los 450 mm al año. Destacan los periodos tormentosos torrenciales que, puntualmente, asolan la comarca especialmente de agosto a octubre, superando dichos acumulados. Las nevadas son ocasionales. Las nieblas son habituales en las zonas bajas durante el invierno.

## Naturaleza

### Geología
Loranca asienta su término municipal en la loma norte del valle del Tajuña. El altiplano o meseta alcarreña es una mole caliza coronada por arcillas miocénicas, con un relieve claramente estratificado conforme se baja desde el páramo hacia la vega. En esta sucesión litológica donde las calizas hacen cumbre, poco a poco dejan paso conforme descendemos en altitud a margas, yesos, conglomerados para dar paso a los limos y arcillas propios de las cercanías del río Tajuña, constituyendo éstos los terrenos más fértiles junto con las inmediaciones de los arroyos.
Son terrenos muy susceptibles a la erosión donde desaparece la cubierta arbórea, dejando entrever fuertes barrancos, simas y cursos estacionales de agua que ganan importancia en episodios torrenciales.

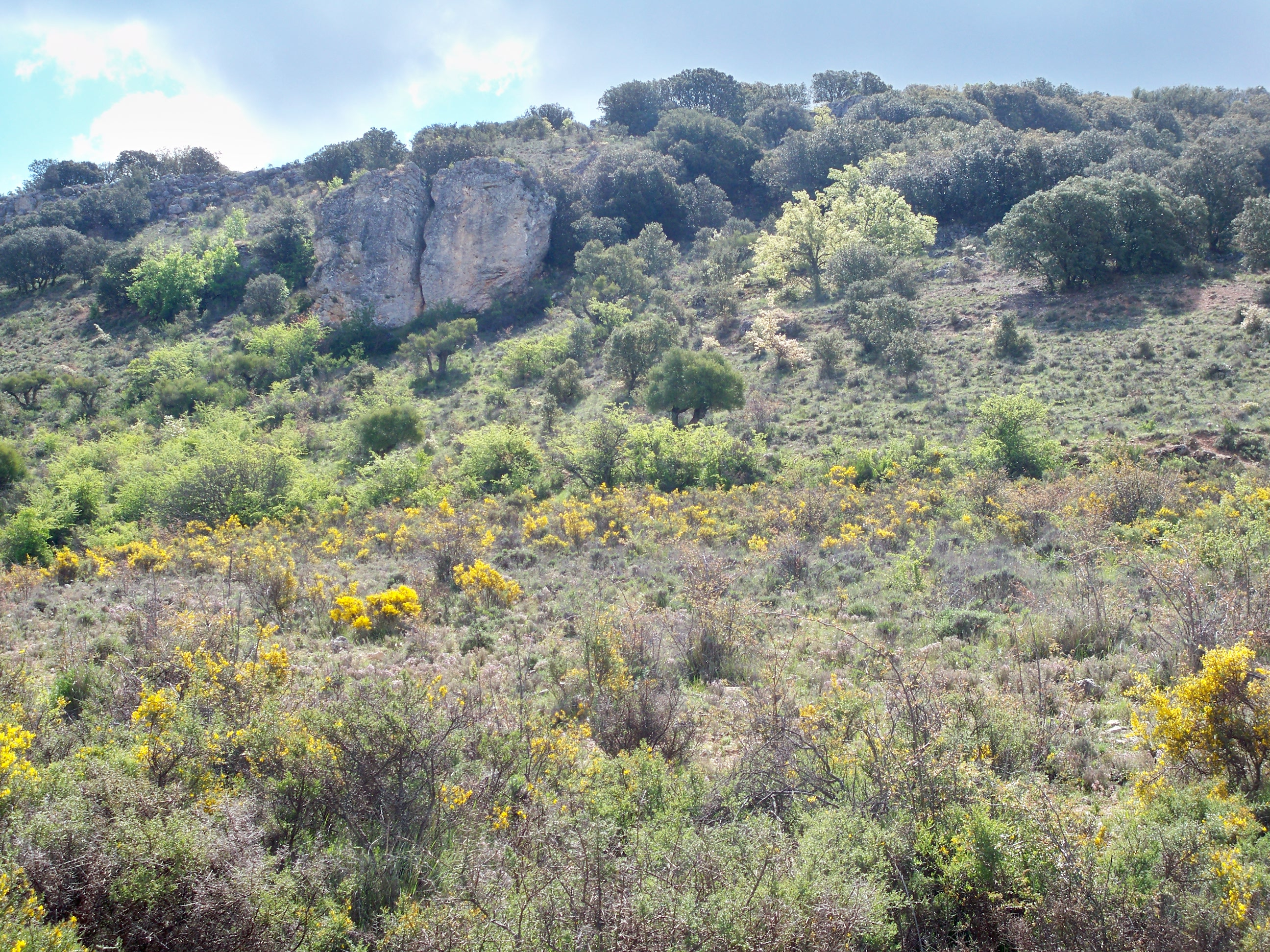
La peña de los Milánganos

### Hidrología
Loranca se asienta en un punto de surgencia o permeabilidad de aguas del acuífero de aguas del Alcarria donde numerosos manantiales dan lugar a fuentes y arroyos en el término municipal, que van a desembocar al río Tajuña. Así mismo, la mayoría de casas y propiedades cuentan con pozo o acceso al agua de los arroyos, propiciando el desarrollo de huertas. Hasta finales del siglo XX, los arroyos discurrían por el entramado urbano. Entre las fuentes y manantiales históricas destacan:
- Fuente de los Olmos
- Fuente Pera
- Fuente del Saúco
- Fuente del Rey
- Fuente de San Roque (desaparecida)
- Fuente del Hundido
- Fuente del Rincón
- La Encubierta (antigua Fuencubierta)
- La Hontanilla (antigua Fontanilla)
- La Fuensanta
- El Arca

Entre los cursos de agua que van a parar al Tajuña destacan el arroyo del Canto o el arroyo del Robledal de las Cabañas. Al nordeste, en su límite municipal con Hontoba, desemboca en el río Tajuña el arroyo de Hontoba.

### Flora

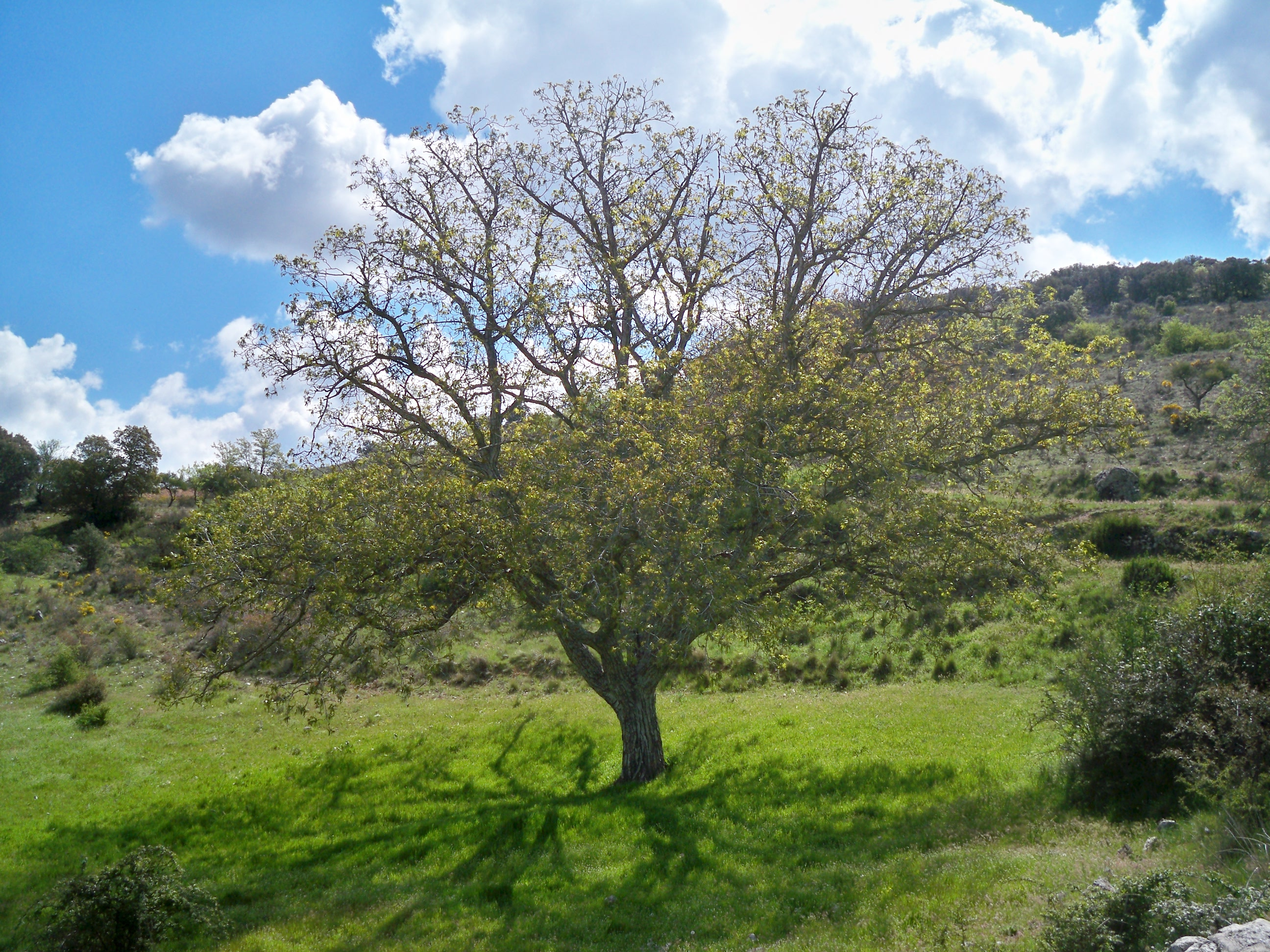
Ejemplar centenario de Juglans regia

En el entorno de Loranca crece un bosque mediterráneo relativamente alterado por la explotación agrícola milenaria. La composición florística es la característica de la comarca de La Alcarria, siendo la encina Quercus ilex subsp. ballota la especie más abundante, conviviendo en las laderas del valle y en las umbrías con el roble quejigo Quercus faginea subsp. faginea. La mayoría de las masas de ambas especies se encuentran en régimen de monte bajo, algunas bastante degradadas debido a su histórico aprovechamiento para leñas y carbón, si bien, encontramos algunos ejemplares de buen porte dispersos. Dichas masas forestales son continuas en los montes y cotos tradicionales, tales como el Monte Guadalajara o Alcarria, en el Monte Loranca (actual finca Madrevieja) o en el Robledal de las Cabañas (en este caso una masa de quejigar casi pura)  mientras que en el resto del término municipal aparecen manchas y ejemplares dispersos entre los terrenos de cultivo, huertas y olivares abandonados. Como especies acompañantes encontramos especies calcícolas como el arce de Montpellier, zarzamoras, escaramujos, espino albar, aladiernos y en las zonas donde existe mayor degradación del suelo predominan cistáceas como la jara blanca, aulagas, tomillos, romeros, espliego y espartos.

En las inmediaciones del río Tajuña y en las proximidades de los numerosos manantiales y arroyos que nacen en Loranca, encontramos especies de ribera y otras más exigentes en humedad como álamo negro, álamo blanco, olmo, tilos, carrizos, fresno del país...

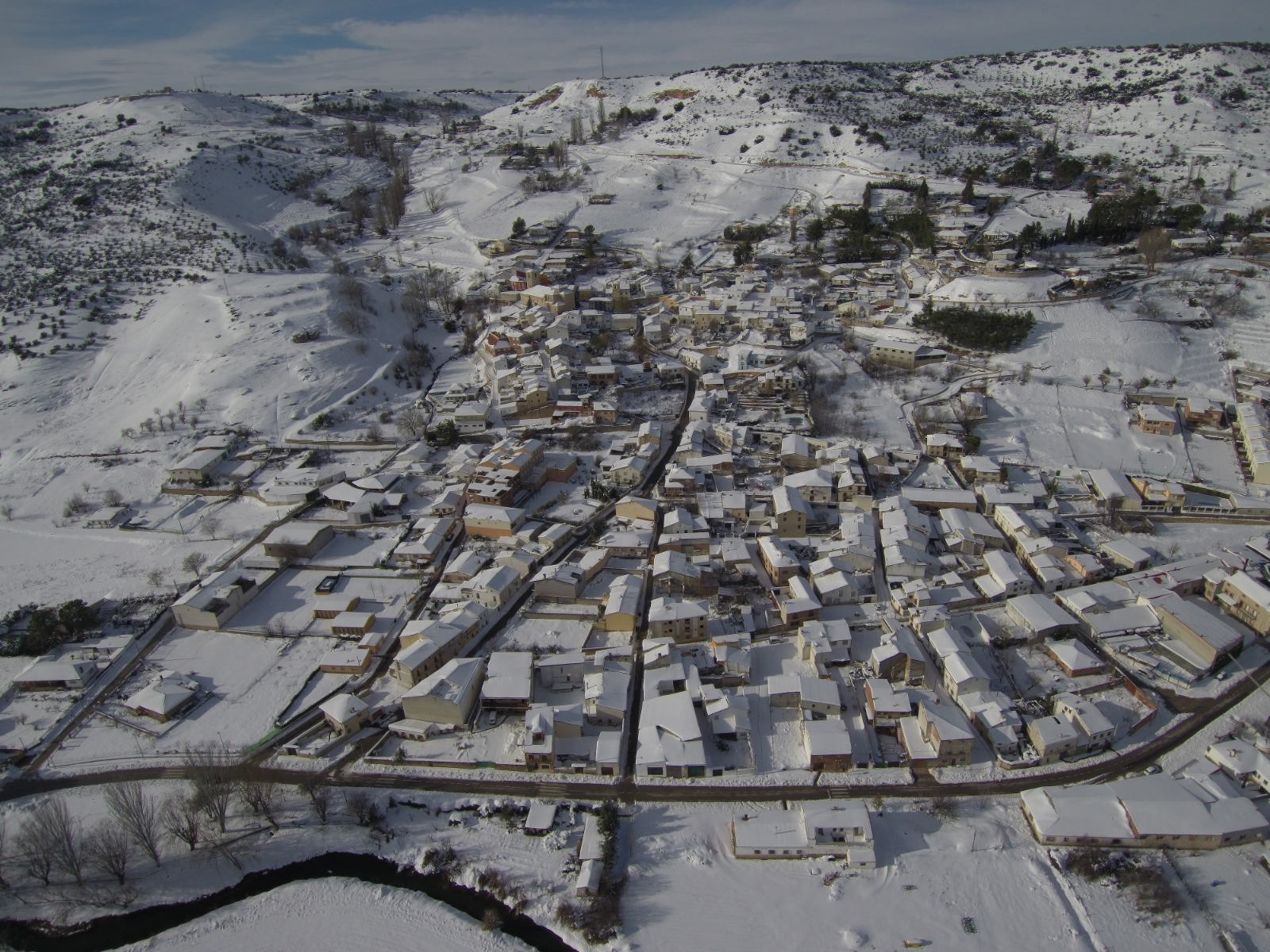
Loranca nevada tras la tormenta de nieve Filomena en 2021

Debido a la acción antrópica milenaria, las zonas agrícolas y forestales se superponen empujadas por el abandono de la agricultura y el pastoreo. Las masas forestales se entremezclan con olivares centenarios, romerales apícolas, nogueras, cerezos, ciruelos, zumaques y muchas más especies propias del aprovechamiento tradicional.

### Fauna
En el término habitan diversas especies típicas del entorno mediterráneo e ibérico con mamíferos como jabalíes, corzos, ciervos, zorros, turones, ginetas, tejones, liebres, conejos... Se han visto, en determinadas ocasiones, nutrias en el cauce del río Tajuña
Entre las aves, nidifican en Loranca y sus cercanías alguna pareja de águila imperial, también encontramos y es fácil observar águila real, milano real, búho real, autillos, cárabos, lechuzas y buitre leonado, que no reside en el término pero es usual verles alimentándose o sobrevolando la zona. 
Las principales especies acuáticas son el barbo, la carpa y el cangrejo de río.

## Historia
Se sabe que la etimología del vocablo Loranca es prerromano, lo que da indicio de su antigüedad.
Tras la reconquista de la zona a finales del siglo XI, la población perteneció por poco tiempo al común de villa y tierra de Guadalajara y, posteriormente, al alfoz de la villa de Almoguera.
Tras ser objeto de trueque entre la Orden de Calatrava y el rey, finalmente Loranca perdió el realengo al ser entregada en mayo de 1379, como dote de boda por el rey Enrique II de Trastámara a su hija ilegítima María de Castilla, al contraer matrimonio con Diego Hurtado de Mendoza, posteriormente almirante de Castilla. Tras la muerte del almirante en 1404 heredó la villa su hija Aldonza de Mendoza, condesa de Arjona, y a la muerte de esta sin hijos, en junio de 1435 se le donó a Luis de la Cerda, conde de Medinaceli. 
En 1475 fue objeto de venta a Íñigo López de Mendoza y Figueroa, primer conde de Tendilla, quien ya ejercía el señorío sobre las vecinas poblaciones de Aranzueque, Armuña de Tajuña, Fuentelviejo y Tendilla. Perteneció a los condes de Tendilla y a sus sucesores, los marqueses de Mondéjar hasta el siglo XVIII.

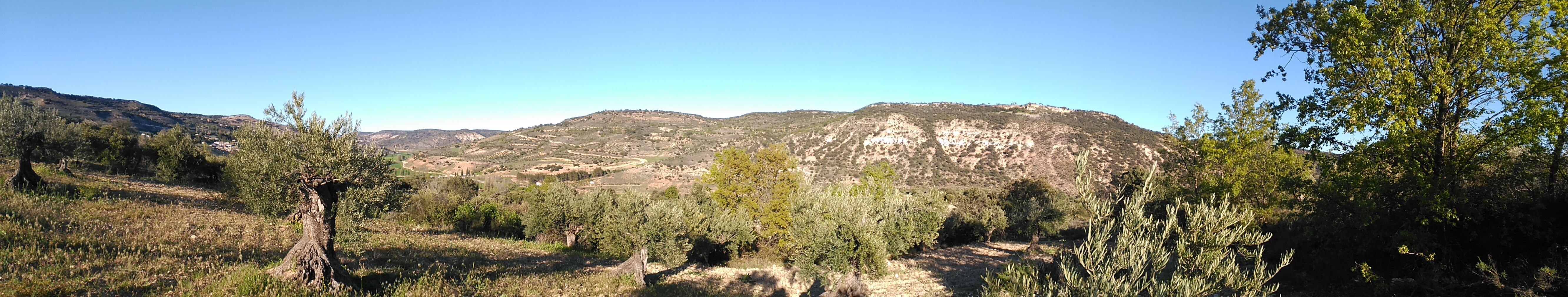
Panorámica de la vega. Ejemplares de roble y olivo en la imagen

El segundo conde de Tendilla, Íñigo López de Mendoza y Quiñones, señor de Loranca, hizo noche en la villa el 5 de noviembre de 1509, con motivo de su último viaje a sus estados alcarreños desde la ciudad de Granada, donde residía en calidad de capitán general de aquel reino desde su conquista en 1492.

Ya en fecha 2 de diciembre de 1579, los entonces alcaldes ordinarios Pedro Gómez Caballero y Mateo Sánchez declararon a los funcionarios del censo de Felipe II que la villa contaba con 260 casas y vecinos, aproximadamente 1000 habitantes.

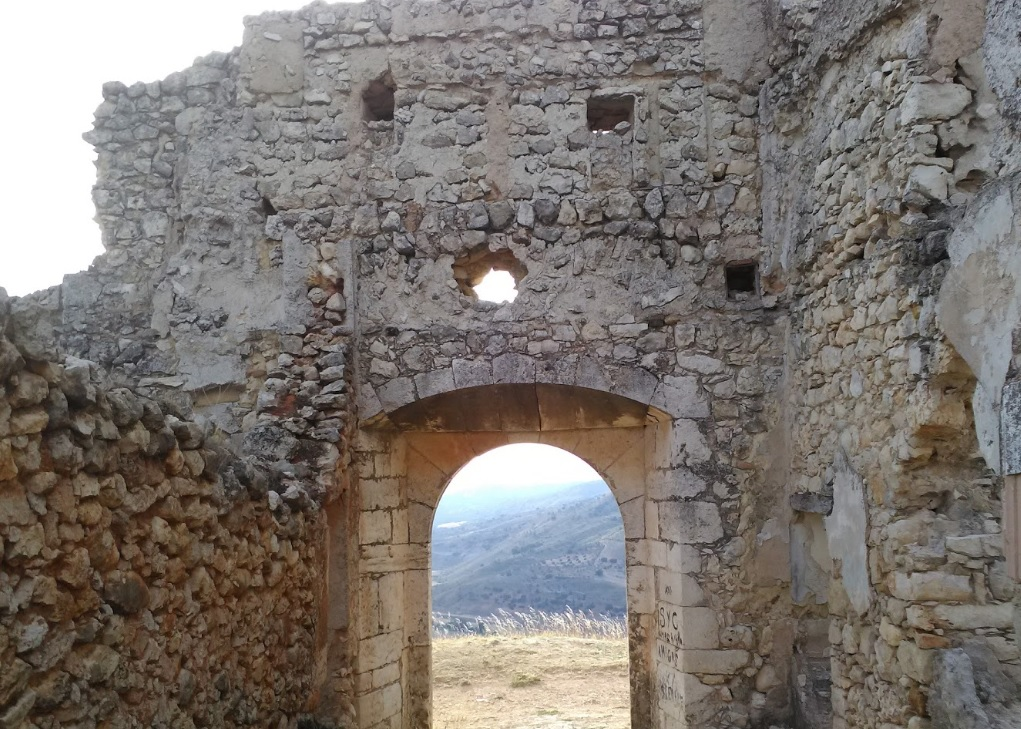
Ruinas de la Casa de Jesús del monte,

La Compañía de Jesús edificó en el punto más alto del valle, encima de la villa el monasterio de Jesús del Monte en el siglo XVI, sobre una ermita anterior dedicada a Santo Domingo. A principios del siglo XVII, alcanzó una próspera existencia de siglo y medio y, sus ruinas, siguen presidiendo el valle.
Entre 1625 y 1656, ejerció de párroco en Loranca Francisco Martínez de Argüello, cuya sobrina Úrsula de Argüello casó con el maestro médico Antonio de Murcia y fueron cabeza de una estirpe de médicos, letrados y clérigos muy poderosa en la comarca a lo largo de los siglos XVII y XVIII.

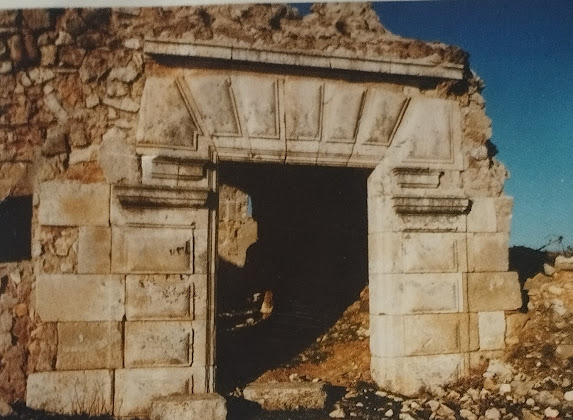
Portada renacentista de la hacienda de la Casa de Jesús del Monte. Trasladada en el año 2005 a la bilbioteca municipal.

Según el censo del marqués de Campoflorido (1712) Loranca contaba en aquellas fechas con apenas 62 vecinos. La disminución obedeció a la fuerte mortandad de provocada por la hambruna del año 1699 y los saqueos de los ingleses y austriacos en el verano de 1706 durante la Guerra de Sucesión.
También hay constancia de fuerte mortandad en los libros de difuntos de la parroquial de San Pedro Apóstol para el otoño de 1748 y, posteriormente, en el año 1805.
Hacia mediados del siglo XIX, el lugar tenía contabilizada una población de 1102 habitantes. La localidad aparece descrita en el décimo volumen del Diccionario geográfico-estadístico-histórico de España y sus posesiones de Ultramar de Pascual Madoz de la siguiente manera:

LORANCA DE TAJUÑA: v. con ayunt. en la prov. de Guadalajara (4 leg.), part. jud. de Pastrana (3), aud. terr. de Madrid (14), c. g. de Castilla la Nueva, dióc. de Toledo (18): sit. a la márg. der. del r. Tajuña, en la falda de un cerro que le resguarda de los vientos del N.; su clima es templado, y las enfermedades mas comunes fiebres intermitentes é inflamatorias. Tiene 285 casas; un edificio que fué granero para entrojar los diezmos, y ahora sirve de cárcel; un hospital para pobres transeuntes, sin renta alguna, de suerte que no proporciona mas auxilio que el del albergue; un pósito con el fondo de 130 fan. de trigo; escuela de instruccion primaria frecuentada por 50 alumnos, á cargo de un maestro dotado con 2,200 rs.; otra de niñas, cuya maestra no percibe mas dotacion que la retribucion de las 13 discípulas que asisten; una igl. parr. (San Pedro Apóstol), servida por un cura, cuya plaza es de segundo ascenso y de provision en concurso; un cementerio sit. junto á una ermita (San Roque), en posicion que no ofende la salubridad pública. term. confina con los de Hontova, Escariche, Fuentenovilla, Pioz, el Pozo y Pezuela de las Torres: dentro de esta circunferencia se encuentran, ademas de la precitada ermita, las de la Sma. Trinidad y La Soledad, y el cas. titulado Jesus del Monte, que fué un convento de Jesuitas. El terreno participa de quebrado y llano, en su mayor parte es de secano, pues las aguas del Tajuña, sobre el que hay un puente de piedra, no se aprovechan para el riego, que se hace solo con las de dos arroyuelos, uno que brota en el térm., y otro que viene de Hontoba; hay un monte encinar. caminos: los que dirigen á los pueblos limítrofes, todos en mal estado, ya por la calidad del terreno, y ya por el abandono con que se miran. correo: se recibe y despacha en Armuña, donde lo deja y recoje el balijero de Pastrana, y pasa á buscarlo y conducirlo un propio de Loranca. prod.: trigo, cebada, centeno, avena, vino, aceite, melones, patatas, algunas frutas y legumbres, leñas de combustible y carboneo, y yerbas de pasto, con las que se mantiene ganado lanar, cabrío, mular y asnal; abunda la caza de perdices, conejos y liebres, y la pesca de esquisitas anguilas, barbos y bogas. ind.: la agrícola, un molino harinero, dos aceiteros y el carboneo. comercio: esportacion del sobrante de frutos, ganado, lana y carbon, é importacion de los art. de consumo que faltan; hay 3 tiendas de comestible, en las que tambien se venden algunas telas, pañuelos, quincalla y otros géneros por el estilo. pobl.: 252 vec., 1,102 alm. cap. prod.: 4.138,890 rs. imp.: 372,500. contr.: 29,693. presupuesto municipal 7,000 rs., se cubre con los fondos de propios, consistentes en el monte encinar y un molino aceitero y en caso de déficit se procede á un reparto vecinal.
(Madoz, 1847, p. 374)

En 1964 se celebraron en los llanos de Loranca las Jornadas Internacionales de Cetrería con la participación de Félix Rodríguez de la Fuente, que conllevó el salto a la fama del insigne naturalista español. Participaron cetreros europeos y presidió el acto el gobernador civil de Guadalajara en la época. El evento fue filmado por el NO-DO.

## Demografía
Loranca de Tajuña cuenta con una población de 1608 habitantes (INE 2024).
| Gráfica de evolución demográfica de Loranca de Tajuña entre 1842 y 2021                                             |
| |
| Población de derecho según los censos de población del INE Población de hecho según los censos de población del INE |

La población se reparte de forma desigual debido a lo disgregado de los núcleos de población del municipio, agrupándose los habitantes, en su mayoría, en las urbanizaciones de Fuentetajuña y, especialmente, en Montejaral. Con menor densidad lo hacen en las urbanizaciones de El Olmillo, Las Cadenas y en el casco histórico del pueblo.
| 278           | 305 | 350 | 575 | 1368 | 1373 | 1275 | 1254 | 1227 | 1199 | 1249 | 1264 | 1396 |
| (Fuente: INE) |     |     |     |      |      |      |      |      |      |      |      |      |

## Patrimonio

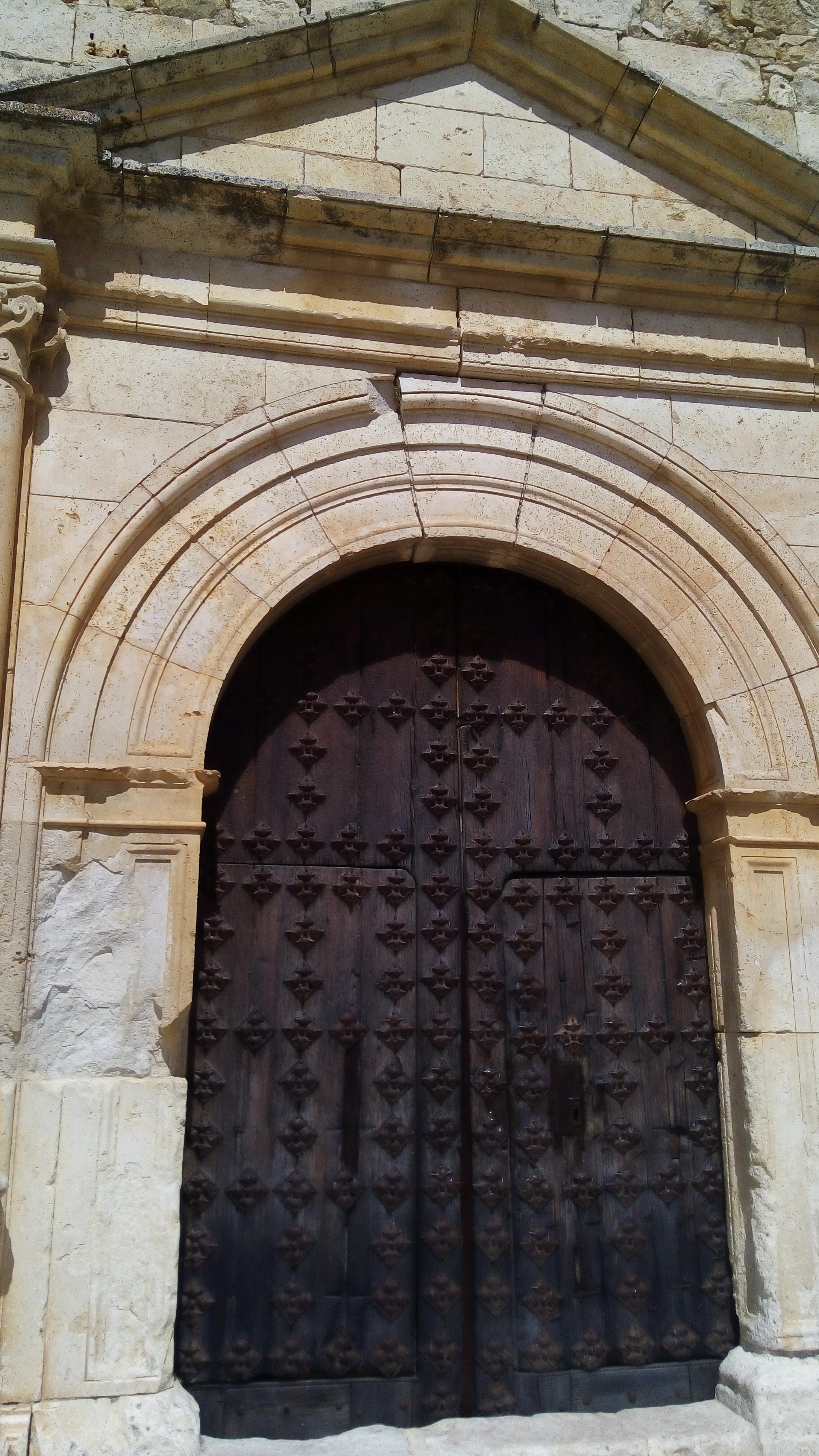
Portada renacentista de la iglesia

En la parte alta de la villa se aprecia la disposición original de las calles junto a la construcción típica de la zona. Mampostería, cal, yeso y sillar en algunas casas junto con un entramado interior de madera. Se pueden encontrar dinteles renacentistas que residualmente quedan ocultos en el antiguo entramado urbano, dando testimonio de la importancia de la que gozó Loranca en siglos anteriores. Entre sus principales monumentos cuenta con: 

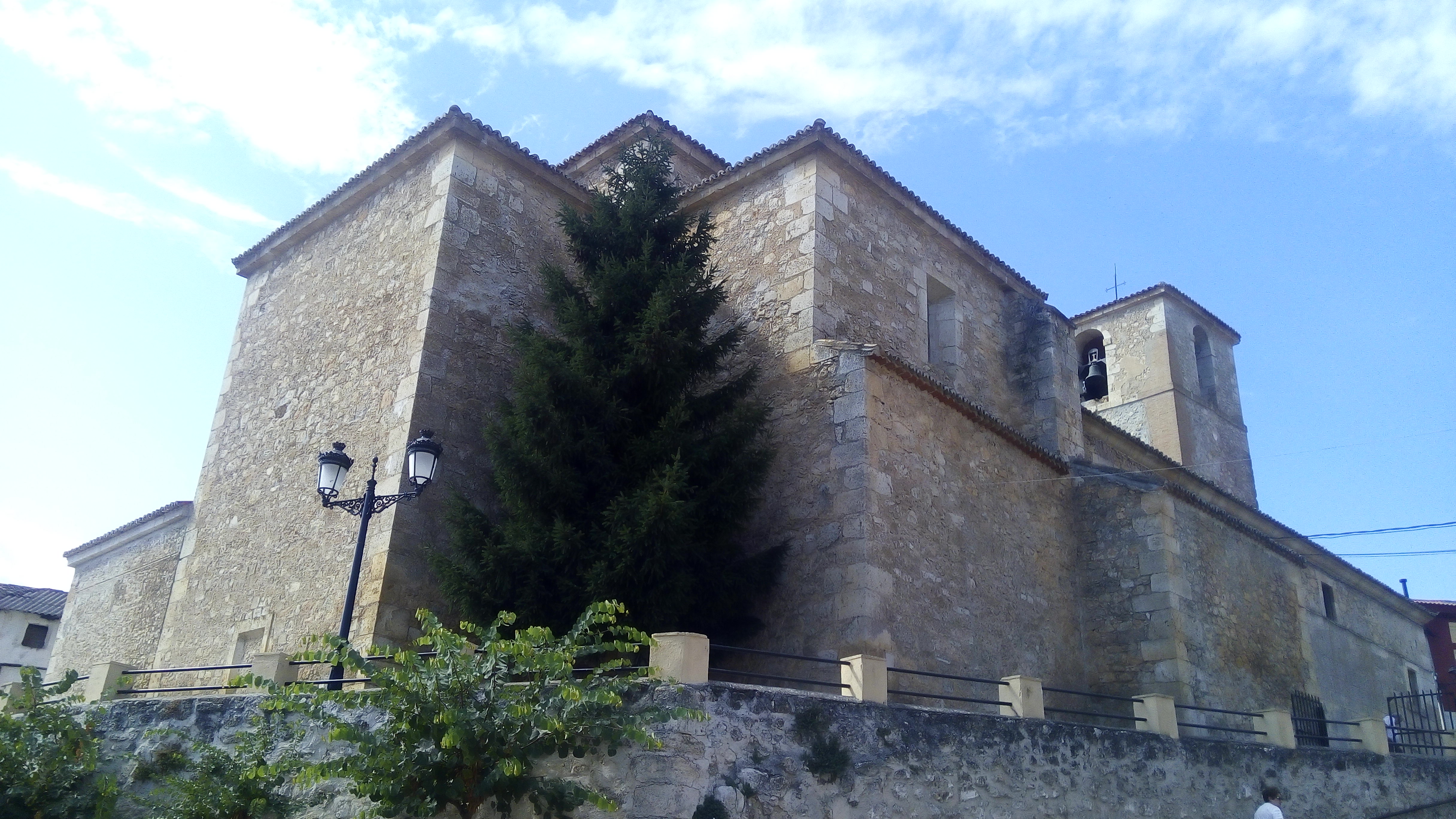
Exterior de la iglesia de San Pedro

- Iglesia parroquial dedicada a San Pedro Apóstol y que se presume obra del maestro Juan de la Riba, concluida en el año 1536. De estilo renacentista, gran tamaño, destaca su portada sur y en su interior cuenta con una pila bautismal románica de arcos arcaizantes de gusto mozárabe de gran singularidad (vestigio del templo primitivo), un cuadro dedicado a Santa Cecilia del siglo XVII y una pila bautismal no catalogada en el exterior. Altares e imágenes son todos de reciente factura ya que los anteriores fueron destruidos en la Guerra Civil. Se conserva testimonio de hornacinas, imágenes, cuadros y retablos que eran las joyas del templo, dotándolo hasta el siglo XX de un patrimonio equiparable a otras villas de la zona. Se conoce la existencia de un órgano barroco de la fábrica de Madrid hasta mediados del siglo XX. La torre de la iglesia es de época musulmana (siglo X) perteneciente a la antigua torre vigía sobre la que se asienta la iglesia actual y el anterior templo mudéjar. En su interior se aprecian dos arcos de ladrillo mudéjares. Mencionar también el gran valor que posee su cerrajería original del siglo XVI, así como los artesonados renacentistas que soportan el coro. A la izquierda del altar, se encuentran enterrados los señores de Zúñiga, quizá, mecenas del templo renacentista.

- Ermita de la Soledad del siglo XVII, ubicada en la entrada al pueblo, en la carretera de Aranzueque. En su interior se venera a la imagen de esta Virgen. Posee una bóveda flamígera de gran belleza en su interior. En su patio exterior se encuentra un sencillo calvario construido con tres pilastras procedentes del claustro de Jesús del Monte.

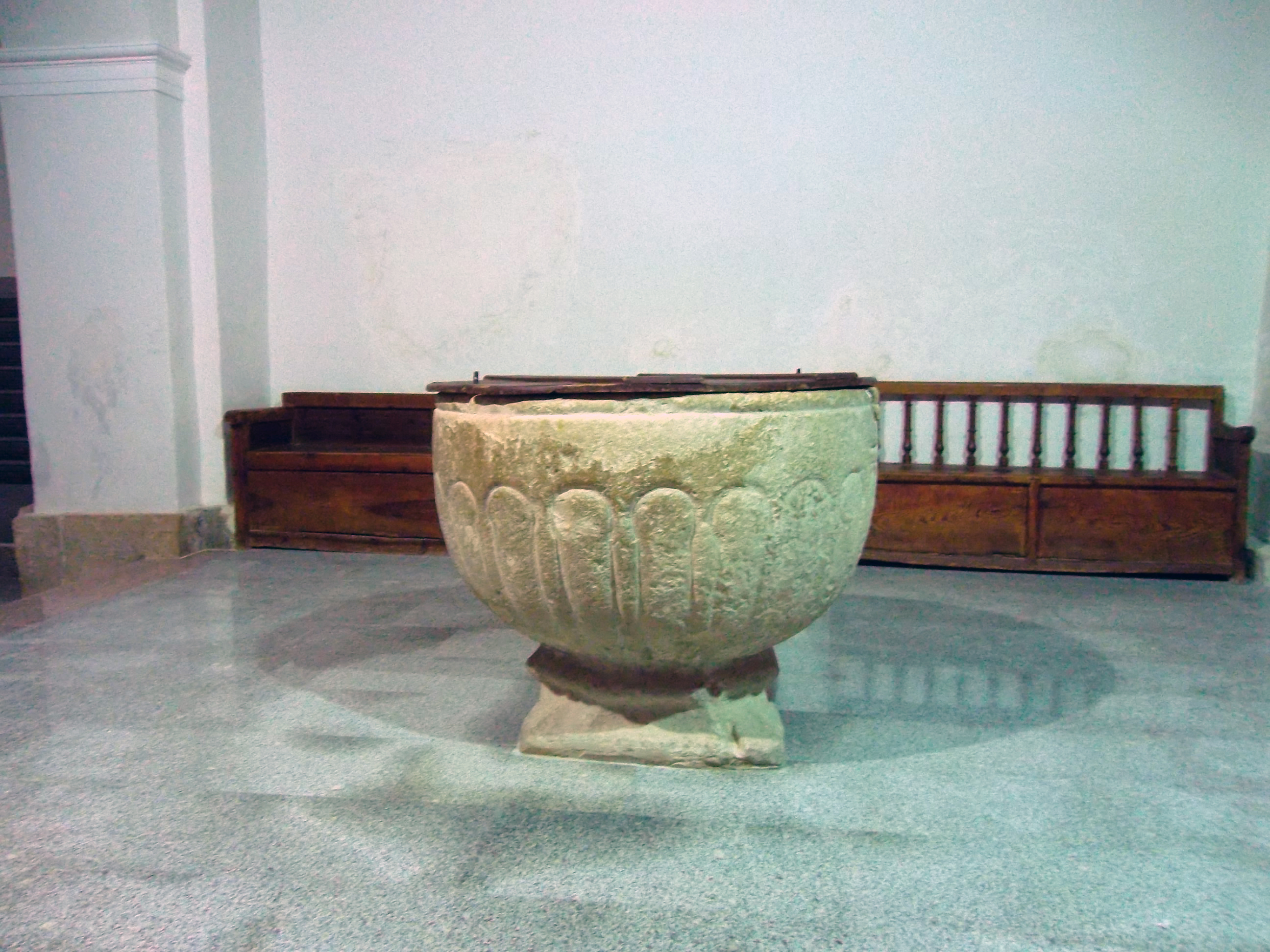
Pila bautismal románica

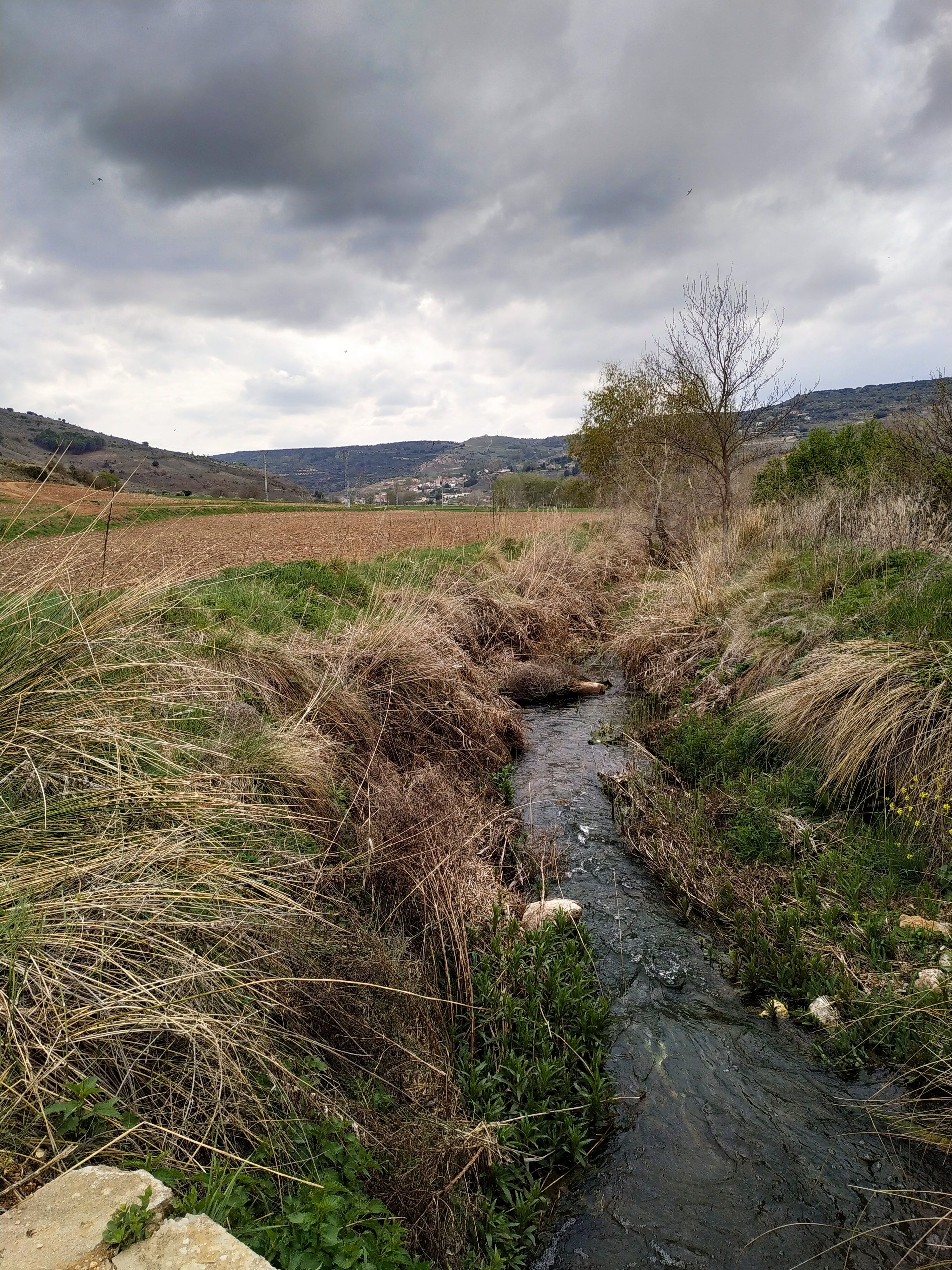
Loranca desde la vega del riejo de Hontoba

- Loranca desde la vega del riejo de HontobaRuinas del antiguo monasterio jesuita de Jesús del Monte. Abandonado en el año 1767, tras la expulsión de la Orden por el rey Carlos III. Perteneció a los jesuitas de Alcalá concebido como residencia veraniega. Aún se pueden apreciar el horno, el aljibe, la entrada principal y la monumental puerta de la hacienda (trasladada a la Casa de la Cultura en 2005). Las columnas de su antiguo claustro se encuentran en el Palacio de Laredo de Alcalá de Henares.

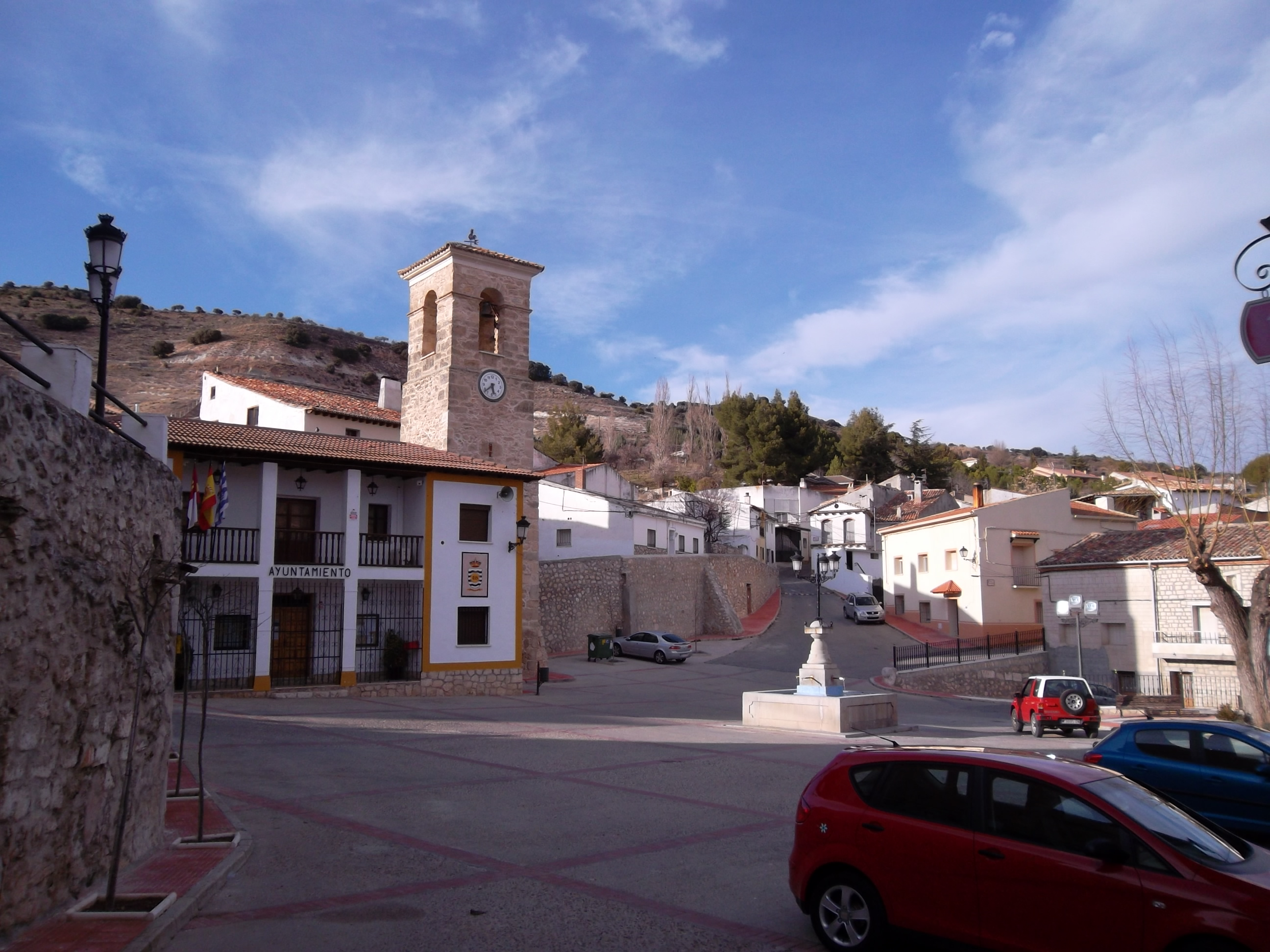
Plaza Mayor desde la Calle Mayor

- Torre del Reloj, del siglo XVII y reformada en el siglo XVIII: sita en la misma plaza Mayor.

- Ermita de San Roque, del siglo XVII, integrada en el cementerio municipal.
- Restos arqueológicos visigodos del Cerro del Castillejo, lindando con Aranzueque.
- Casas o Coto de Jesús del Monte. Al inicio del valle del Robledal de las Cabañas, encima de la Fuente del Rey, aparecen las ruinas de lo que fue un pequeño caserío que tiene su origen en una hacienda ligada al convento jesuita próximo de Jesús del Monte. Tras la expulsión de los jesuitas, pasó a manos privadas siendo una hacienda a la que pertenecía la casona, los corrales y las casas de la servidumbre. Posteriormente y hasta los años 70 u 80 el edificio principal fue reformado para acoger un complejo de hostelería y ocio, de ahí que se conozca como mesón y casino. En la actualidad, quedan las ruinas de numerosas casas, tenadas, la antigua ermita, los bancales de los huertos y la estructura de lo que fue su casa principal, donde se incluía una pequeña capilla y una piscina.
- Molinos de trigo: Molinos de trigo a la orilla del Río Tajuña. En abandono y semirruina.

### Patrimonio desaparecido
- Ermita de la Santísima Trinidad. Es mencionada ya en ruinas durante la Guerra Civil, donde es nombrada como la Ermita Rota o la Virgen Vieja. Aparece también en las Relaciones de Felipe II y en el Diccionario de Madoz. Se situaba frente al actual Polideportivo Municipal, cerca del paraje El Canal. Su origen era anterior al siglo XV. No quedan restos visibles.
- Cuadrada. Mencionada como caserío, aldea o conjunto de corrales, Cuadrada debió ser un pequeño conjunto de edificaciones que se ubicó en la margen derecha del Arroyo del Val o del Robledal de las Cabañas, frente al Segundo Molino, que ha dejado el nombre de su topónimo en el lugar en el que se situó (Llano de Cuadrada).
- Hospital de peregrinos, edificio de la cárcel y granero de los diezmos. Se encontraba en la calle de la Iglesia, cerca de la parroquia de San Pedro. Se sabe de su existencia a partir del siglo XV. Antes de su partición y derribo en la segunda mitad del siglo XX, fue la casa del cura. En el solar que ocupaba, aún quedan restos de arquerías de mampostería y restos de paredes y el suelo de su planta baja, así como sus bodegas.
- Durante la Guerra Civil:
  - Campanas de la iglesia: obra de Pedro de la Sota, fabricadas en 1633.
  - Interior de la Ermita de San Roque.
  - Interior de la Ermita de la Soledad.
  - Órgano parroquial: maravillosa máquina construida en 1785 por Juan Francisco Verdalonga (junto a su padre y su hermano) que fue también el constructor del órgano de la Catedral de Sigüenza. En 1803 regresa a Loranca para ajustarlo de nuevo.
  - Algunos interiores de la Iglesia de San Pedro:
    - Nuestra Sra. del Rosario
    - Capilla de La Concepción.
    - Capilla del Santísimo Cristo de la Misericordia (patrón de Loranca).
    - Cuadro de la Santísima Trinidad.
    - Altar mayor de San Pedro.

## Fiestas y tradiciones
- En honor a Santo Domingo de Guzmán patrón de la localidad, del 3 al 8 de agosto, se celebran festejos taurinos en forma de encierros campestres y por las calles principales a los que suelen acudir una gran cantidad de aficionados y espectadores. Se realizan multitud de actividades durante la semana previa (denominada popularmente como semana cultural). A su vez es tradicional la elaboración de pastelería tradicional así como disfrutar de orquestas cada noche.
- También se celebra el día de la Exaltación de la Cruz, 14 de septiembre, antigua fiesta mayor, en honor al Cristo de la Misericordia, con encierros por el campo, Misa Mayor y procesión.
- La Cruz de Mayo: en la ermita de la Soledad se disfruta de bollos y rosquillas así como de la sangría popular y, antaño, se cantaban los Mayos; coplas y jotas entonadas en honor de la Virgen con mucha raigambre en Loranca.
- San Benito: el 11 de julio los vecinos de Loranca y Pezuela de las Torres acuden de forma conjunta en romería a la ermita de San Benito, en el límite municipal, donde tras la misa se disfruta del baile y el almuerzo en la pradera junto al río.

En cuanto al folclore, la danza típica es la jota castellana bailada con el traje regional al estilo alcarreño. También destaca la antigua tradición de cantar los mayos así como numerosas canciones y dichos locales que hablan del pueblo.

## Gastronomía
Domina la cocina alcarreña, protagonizada por gachas y migas del pastor así como la miel y el aceite, procedentes de la elaboración en el término y alrededores, y los asados de cordero o cabrito aderezados con romero y tomillo.
En cuanto a los postres, encontramos los puches, el hornazo (similar a la mona de pascua), las rosquillas, las tortas de manteca o aceite...
La localidad cuenta con una casi centenaria almazara de afamados aceites incluidos en la denominación de origen Aceite de la Alcarria, una fábrica de harinas de primera calidad y elaboración de la Miel de la Alcarria por parte de particulares.